# 34. nordlige breddekreds
Den 34. nordlige breddekreds (eller 34 grader nordlig bredde) er en breddekreds, der ligger 34 grader nord for ækvator. Den løber gennem Afrika, Middelhavet, Asien, Stillehavet, Nordamerika og Atlanterhavet.